# Alpioniscus
Alpioniscus is een Zuid-Europees geslacht van landpissebedden (Oniscidea) in de familie Trichoniscidae. Alpioniscus bestaat uit twee ondergeslachten: Alpioniscus ss en Illyrionethes. . Een studie uit 2019 gebruikte moleculaire en taxonomische analyses om de validiteit van de huidige taxonomie te verifiëren, wat resulteerde in de herbeschrijving van verschillende soorten en de beschrijving van twee nieuwe soorten.

## Soorten
- Alpioniscus absoloni (Strouhal, 1939)
- Alpioniscus alzonae = Alpioniscus fragilis (Brian, 1921)
- Alpioniscus balthasari (Frankenberger, 1937)
- Alpioniscus boldorii Arcangeli, 1952
- Alpioniscus bosniensis (Frankenberger, 1939)
- Alpioniscus caprai = Alpioniscus feneriensis (Colosi, 1924)
- Alpioniscus christiani Potočnik, 1983
- Alpioniscus dispersus = Alpioniscus feneriensis (Racovitza, 1907)
- Alpioniscus epigani Vandel, 1959
- Alpioniscus escolai Cruz & Dalens, 1989
- Alpioniscus feneriensis (Parona, 1880)
- Alpioniscus fragilis (Budde-Lund, 1909)
- Alpioniscus giurensis Schmalfuss, 1981
- Alpioniscus haasi (Verhoeff, 1931)
- Alpioniscus henroti Vandel, 1964
- Alpioniscus heroldi (Verhoeff, 1931)
- Alpioniscus herzegowinensis (Verhoeff, 1931)
- Alpioniscus iapodicus Bedek, Horvatović & Karaman, 2017
- Alpioniscus hirci sp. nov. Bedek & Taiti [1]
- Alpioniscus karamani Buturović 1954
- Alpioniscus kratochvili (Frankenberger, 1938)
- Alpioniscus magnus (Frankenberger, 1938)
- Alpioniscus matsakisi Andreev, 1984
- Alpioniscus medius = Spelaeonethes medius (Carl, 1908)
- Alpioniscus metohicus (Pljakić, 1970)
- Alpioniscus skopjensis = Macedonethes skopjensis Buturović, 1955
- Alpioniscus slatinensis Buturović 1955
- Alpioniscus strasseri (Verhoeff, 1927)
- Alpioniscus thracicus Andreev, 1986
- Alpioniscus trogirensis Buturović 1955
- Alpioniscus tuberculatus (Frankenberger, 1939)
- Alpioniscus vardarensis (Buturović, 1954)
- Alpioniscus vejdovskyi (Frankenberger, 1939)
- Alpioniscus velebiticus sp. nov. Bedek & Taiti
- Alpioniscus verhoeffi (Strouhal, 1938)